# Университет Триеста
Университет Триеста (итал. Università degli Studi di Trieste, сокр. UniTS) — университет в Италии.
Был основан в 1924 году, состоит из 10 кафедр (факультетов), имеет широкий спектр университетских курсов, насчитывает около 15000 студентов и 1000 профессоров. В рейтинге Times Higher Education World University Rankings за 2014 год занял второе место среди итальянских университетов и 201-е место в мире.

## История
Был создан по указу короля 8 августа 1924 года на основе уже существовавшей Высшей торговой школы (Superior School in Commerce).  Здание, в котором до сих пор находится директивный совет и некоторые факультеты, было спроектировано архитекторами Raffaello Fagnoni и Umberto Nordio; первый камень в его основание был заложен на торжественной церемонии 19 сентября 1938 года в присутствии премьер-министра Италии.
Вторая мировая война замедлила развитие университета. Город долгое время являлся Свободной территорией Триест. В 1954 году Триест был возвращен Италии, в нём были образованы новые факультеты ( последний из них — факультет архитектуры в 1998 году).
Его выпускниками стали многие известные личности, в их числе: Роберто Фико, Альдо Видуссони, Лука Висентини, Ламберто Заньер.